# چوتا
چوتا (به اسپانیایی: Chota) یک شهرک در پرو است که در استان چوتا واقع شده‌است. چوتا ۳۹۲٫۴۷ کیلومتر مربع مساحت و ۴۷٬۲۷۹ نفر جمعیت دارد و ۲٬۳۸۸ متر بالاتر از سطح دریا واقع شده‌است.